# Clistene

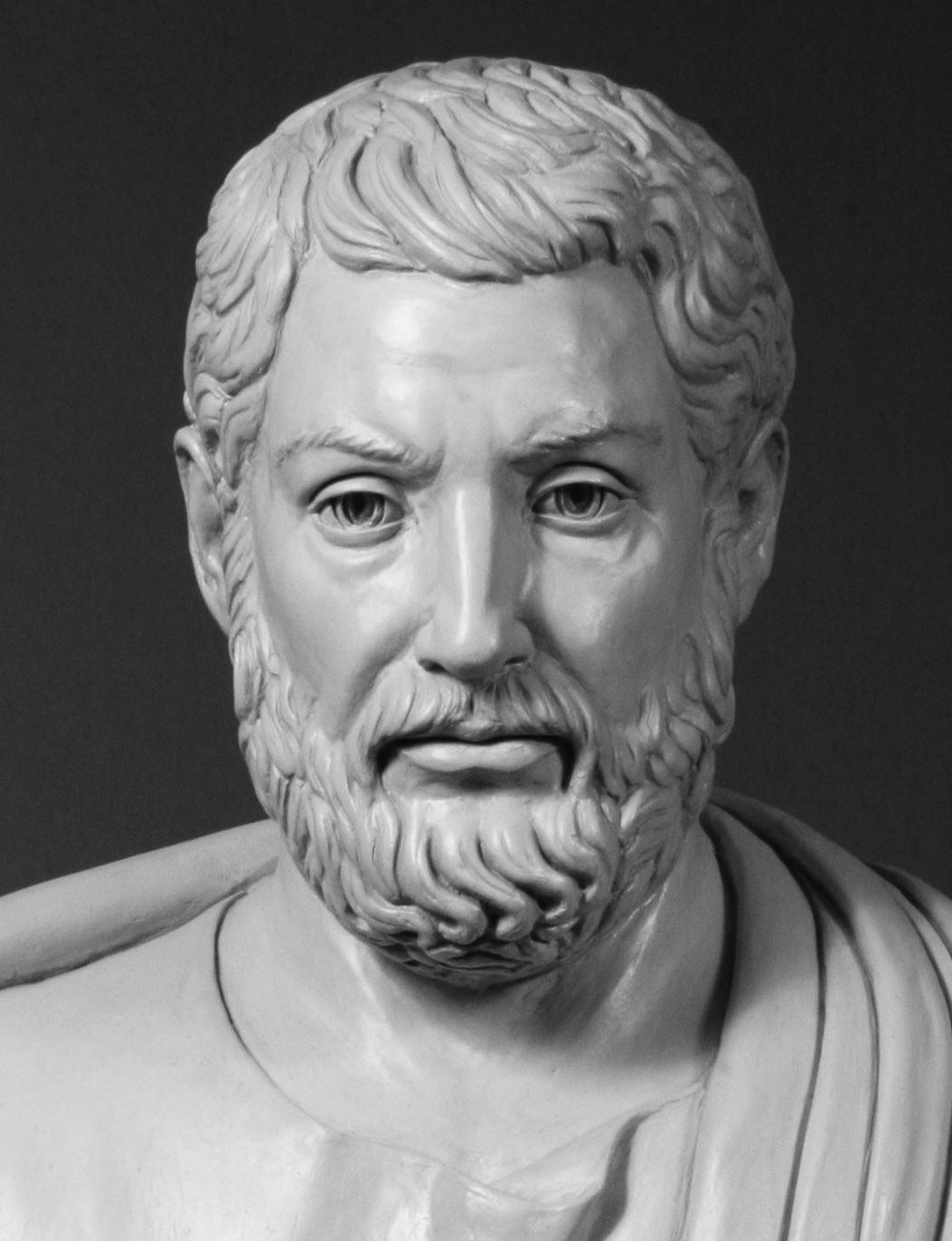
Bust modern în sediul guvernului statului Ohio, SUA

Clistene (greacă: Κλεισθένης, n.  565 î.Hr. - d. 492 î.Hr.) a fost un nobil și arhonte atenian ce aparținea familiei Alcomeonizilor.

Acestuia i-au fost atribuite reformele constituției ateniene (în mare parte fiind vorba de restabilirea constituției lui Solon) și fondarea unei democrații reprezentative, de altfel, prima formă de democrație din istorie dar și pentru slăbirea puterii eupatrizilor (nobilimii). Clistene a introdus de asemenea și ostracismul, pentru a preîntâmpina instaurarea tiraniei. Unul din cei zece cărora li s-a aplicat ostracismul a fost chiar Clistene, inițiatorul procedurii.